# Ruth Nossenheim
Ruth Nossenheim (geb. Bröckmann) (* 11. Dezember 1914 in Berlin; † 18. Dezember 1989 in Husum) war eine dänisch-deutsche Malerin und Bildhauerin.

## Leben
Ruth Nossenheim wurde als dänische Staatsbürgerin in Berlin geboren und war die Tochter des Opernsängers Gottfred Bröckmann. Die Familie siedelte 1933 von Deutschland nach Dänemark über.
Sie war als Auslandskorrespondentin sowohl in Berlin als auch in Kopenhagen tätig und begann ein Musikstudium am Konservatorium (siehe Stern’sches Konservatorium) in Berlin, dass sie in Kopenhagen beendete; begann aber gleichzeitig ein Kunststudium an der Kunstschule von Lars Rostrup Bøyesen (1915–1996) in Kopenhagen. Nach dem Ende des Zweiten Weltkriegs setzte sie ihr Kunststudium bei dem in der Nähe von Basel lebenden Maler Erwin Bowien fort und vervollständigte es in den Vereinigten Staaten bei Isaak Soya an der Brooklyn Museum Art School in New York, indem sie ihr Wissen über Porträts, Landschaften in Öl und Aquarell sowie über das Zeichnen mit Tusche und Feder vertiefte. An der New Yorker Student Art & Craft League kam sie mit der künstlerischen Gestaltung von Keramik in Berührung und auch mit der Bildhauerei.
1959 kam sie nach Husum und richtete sich dort ein Atelier ein.
Sie begann sich 1969 intensiv mit der Bildhauerei auseinanderzusetzen. Sie fertigte zunächst Skulpturen in Kupfer und verlegte sich einige Jahre später auf die Verarbeitung von gebrauchtem Schiffsstahl.
Ihr Kunststil ließ sich nicht festlegen, für die es auch keine typische Technik gab. Ihr künstlerisches Spektrum war weder von stilistischen Formen noch von technischen Schwierigkeiten begrenzt worden. Zwei charakteristische Züge waren ihre Autonomie und die Offenheit für das Experiment gewesen.
Ihre Arbeiten befinden sich heute zum Teil in Kiel, in verschiedenen Städten des Ruhrgebiets und in Husum unter anderem im Nissenhaus; ihre Skulptur Sturm befindet sich als Kunst am Bau an der Westseite des Husumer Krankenhauses in der Nähe des Schlossparks.

## Ausstellungen (Auswahl)
- 15. April 2013 bis 30. Oktober 2013: Skulpturengarten: Kunsthof Schloss Reinharz in Bad Schmiedeberg.[3]

## Ehrungen und Auszeichnungen
1988 wurde Ruth Nossenheim mit dem Otto-Dix-Pokal, der vom Bundesverband mittelständischer Unternehmer und freier Berufe gestiftet worden war, ausgezeichnet.

## Schriften (Auswahl)
- Kupfer, Bronze, Keramik, Holzarbeiten, Oelbilder, Aquarelle, Tuschzeichnungen, Federzeichnungen. Eigenverlag, 1983.